# Labruyère (Côte-d’Or)
Labruyère település Franciaországban, Côte-d’Or megyében. Lakosainak száma 232 fő (2022. január 1.). Labruyère Lechâtelet, Seurre, Chamblanc, Glanon, Pagny-la-Ville és Pagny-le-Château községekkel határos.

## Népesség
A település népességének változása:
| Lakosok száma | 179  | 146  | 174  | 198  | 219  | 224  | 227  | 228  | 225  | 232  |
|               | 1968 | 1982 | 1990 | 2006 | 2013 | 2015 | 2017 | 2019 | 2020 | 2022 |